# Barton Gellman
Barton David Gellman (nascut el 3 de novembre de 1960) és un periodista i escriptor estatunidenc conegut pels seus articles guanyadors del premi Pulitzer sobre els atemptats de l'11 de setembre de 2001, sobre la poderosa vicepresidència de Dick Cheney i sobre les revelacions sobre la vigilància global.